# Furcivena atribasalis
Furcivena atribasalis là một loài bướm đêm trong họ Crambidae.